# Mount Sequoyah
Mount Sequoyah is een berg in de Great Smoky Mountains, gelegen in het zuidoosten van de Verenigde Staten.
De berg een hoogte van 6.003 voet (1.830 meter). Sequoyah is 18,5 km verwijderd van de dichtstbijzijnde parkeerplaats, waardoor het een van de meest afgelegen plaatsen in Great Smoky Mountains National Park is. De grens tussen de staten Tennessee en North Carolina doorkruist Sequoyah met Sevier County in het noorden en Swain County in het zuiden.   
De berg bestaat uit vier kleine pieken, met de meest oostelijke als de echte (hoogste) top.